# Den gamle møller
Den gamle møller er en dansk kortfilm fra 2002 med instruktion og manuskript af Johan August Hye-Knudsen.

## Handling
En hjemløs gammel mand har evakueret sig i et forladt industrilokale. Da tre kulturgangstere indtager rummet, er der overhængende fare for at den gamle mand tages som passivt gidsel i deres kulturiscenesættelser.